# Batalla de Miyajima
Batalla de Miyajima (厳島合戦 Itsukushima Kassen?) fue la única batalla que se libró en la isla sagrada de Miyajima; toda la isla es considerada como un santuario sintoista y no se permite el nacimiento o la muerte en la isla. Extensos rituales de purificación tuvieron lugar después de la batalla, para limpiar el santuario y la isla de la contaminación a causa de la muerte.
Esta batalla fue el punto de inflexión en una campaña por el control del clan Ōuchi y la provincia de Aki, una provincia estratégicamente importante para establecer el control del oeste de Honshu. Fue un paso importante para el clan Mōri el tomar la posición más importante en el oeste de Japón, y cimentó la reputación de Mōri Motonari como un astuto estratega.

## Antecedente
En el año 1551, Sue Harukata se rebeló contra su señor Ōuchi Yoshitaka, lo que le obligó a cometer seppuku. Sue instaló el siguiente señor del clan, Ōuchi Yoshinaga, pero llevó efectivamente a la familia Ōuchi y su ejército, a una expansión militar. En 1554, Mōri Motonari, como vasallo del clan Ōuchi, quería vengar la traición a Yoshitaka, y así se rebeló contra Sue, cuyas ambiciones territoriales fueron agotando los recursos del clan. Los combatientes bajo el mando de Mōri a pesar de haber sido superados en número, atacaron en gran medida y derrotaron a Sue en la batalla de Oshikibata. Mōri luego partió del continente para construir un fuerte, conocido como castillo Miyao, en Miyajima mientras que proclamaban públicamente su aflicción ya que no iban a aguantar mucho tiempo contra algún otro ataque.

## Batalla
El castillo Miyao fue construido sobre una colina cerca de Santuario Itsukushima y frente a la parte continental, por lo que es un objetivo visible y tentador. Sue requisó una flota de buques mercantes y preparó las tropas del clan Ōuchi para cruzar el canal. En las primeras horas del 15 de octubre, Sue atacó el castillo Miyao en un anfibio de asalto frontal. Mientras tanto, Mōri aprovechó su ausencia para apoderarse del castillo Sakurao, castillo de Sue en el continente.
Con un punto de embarque asegurado, Mōri Motonari continuó con su elaborado plan. Se había solicitado la ayuda de los piratas locales que aceptaron transportar sus tropas a Miyajima. La flota llevó las fuerzas Mori con la figura en una de sus distintivas banderas. Por lo tanto su enfoque se oscureció, Motonari y dos de sus hijos, Kikkawa Motoharu y Mōri Takamoto aterrizaron en el lado este de la isla, en la parte trasera de la costa de Sue. Mientras tanto, el tercer hijo de Motonari, Kobayakawa Takakage, navegó directamente hacia el castillo Miyao en una finta, y luego se retiró para poder estar en condiciones de volver al día siguiente, donde su ataque se sincronizó con el asalto por tierra. En la madrugada, Takakage y sus 1.500 soldados desembarcaron antes de la pequeña fortaleza, y el sonido de las trompetas de concha señaló que todas las unidades estaban en posición y el ataque comenzó. Como la fuerza de Takakage corrió hacia la puerta principal del castillo Miyao, Mori y sus tropas alcanzaron la posición de Ōuchi desde atrás. Cogido por sorpresa, muchos de los soldados Ouchi estaban esparcidos en desorden. Cientos intentaron nadar a tierra firme y se ahogaron en el intento. Muchos más vieron que la derrota era inevitable y se comprometieron al seppuku. El 18 de octubre de 1555, la resistencia había terminado a un costo de alrededor de 4.700 muertos entre el ejército de Ōuchi. Sue Harukata escapó de los confines del castillo Miyao, pero cuando él vio que su escape de la isla no era posible, también se suicidó por medio del seppuku.

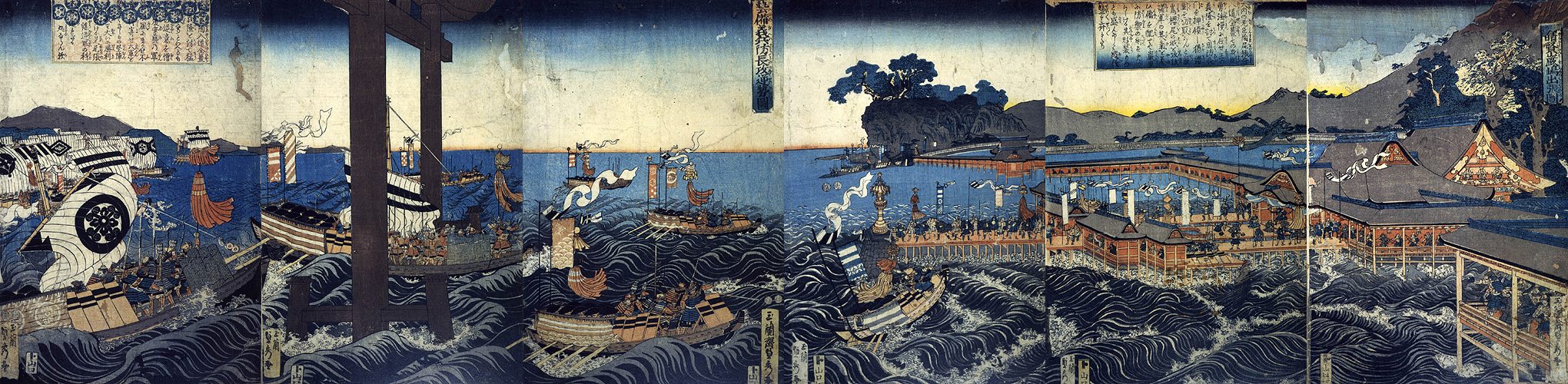
Pintura que representa la invasión de las fuerzas de Mori (ca.1855).

## Secuelas
Inmediatamente después de la batalla, Mōri Motonari ordenó que los cuerpos de los soldados caídos pueden ser quitados del continente, y luego ordenó que todo el campo de batalla será expiado de la sangre que fue derramada, hasta el punto que se depuran los edificios y el suelo empapado de sangre para ser retirados de la isla. El clan Mōri financió varios proyectos de construcción o renovación de la isla mucho más tarde. Los restos de Sue Harukata fueron transportados de vuelta al continente y positivamente identificados en el castillo de Sakurao antes de ser concedido un funeral y el entierro en el cementerio de un cercano templo budista en la actual ciudad de Hatsukaichi, prefectura de Hiroshima.
Las fuerzas de Sue en Miyajima se estima que han sido alrededor de 20.000 a 30.000 hombres, y aunque las estimaciones de las fuerzas combinadas bajo Mōri Motonari varían ampliamente de 4.000 a 10.000 soldados, es evidente que Mōri fue fuertemente superado en número. Esta victoria trajo al clan Mōri en una posición preeminente en el oeste de Japón, y estableció su reputación de ser un gran estratega y conocedor de tácticas navales.